# Thelma (película de 2017)
Thelma es una película fantástica sobrenatural noruega del 2017 dirigida por Joachim Trier. El guion fue escrito por Trier y Eskil Vogt. Las película está protagonizada por Eili Harboe, Kaya Wilkins, Henrik Rafaelsen, y Ellen Dorrit Petersen. Thelma narra la historia de una joven anidada quien descubre que tiene un inexplicable poder que se materializa cuando siente atracción por una estudiante de su universidad.
La película se estrenó en el Festival de cine Internacional noruego el 20 de agosto de 2017. Thelma tuvo su estreno mundial en el Toronto Festival de cine Internacional en la sección de Presentación Especial el 9 de septiembre de 2017. En Estados Unidos se estrenó en Fantásticos Fest el 21 de septiembre de 2017, y se puso en pantalla en el Festival de cine de Nueva York como selección principal el 6 de octubre de 2017. . En Reino Unido en el BFI Festival de cine de Londres como presentación de Gala del Culto el 14 de octubre de 2017. Thelma se estrenó en cines de Noruega el 15 de septiembre de 2017.
Thelma fue seleccionada como la candidata noruega para el Oscar para Película de Lengua Extranjera en la edición 90 de los Premios de Academia, pero no recibió la nominación.

## Argumento
Thelma es una veinteañera solitaria de familia religiosa que ha vivido siempre bajo la protección de su padre y de su madre discapacitada. Intenta hacer amigos y justo después de mudarse a Oslo para ir a la universidad empieza a experimentar inexplicables ataques epilépticos. Cuando  conoce a una chica de la universidad  llamada Anja,  descubre que sus sentimientos hacia ella son el detonante de sus incontrolables poderes telequinéticos.
Mientras se somete a un tomografía cerebral para encontrar qué es lo que causa los ataques, empieza a pensar en Anja y se concentra en ella. Entonces, su poder entra en acción e inconscientemente hace que Anja se desvanezca en el espacio. Distraída y confundida por la desaparición repentina de Anja, Thelma regresa a su casa y recuerda que, cuando era pequeña, involuntariamente mató a su hermano pequeño teletransportandolo de la bañera a un lago helado cerca de su casa. Traumatizada, Thelma había olvidado estos acontecimientos. Entonces aprende que su abuela también manifestó el mismo poder cuando era más joven.
Después de un enfrentamiento fatal con su padre, Thelma se da cuenta de que su poder también puede restaurar la vida cuando revive un pájaro pequeño. Empieza a entender que su capacidad sobrenatural es también un regalo y lo usa para curar a su madre, haciendo que vuelva a andar. Tras percatarse de que puede dominar su poder y controlarlo, trae a Anja de vuelta a la existencia y vuelve a la universidad, ahora con Anja como su novia.

## Reparto
- Eili Harboe como Thelma.
  - Grethe EltervåG como Thelma joven.
- Kaya Wilkins como Anja.
- Henrik Rafaelsen como Trond (padre de Thelma).
- Ellen Dorrit Petersen como Unni (madre de Thelma).
- Anders Mossling como neurólogo.
- Steinar Klouman Hallert como Kristoffer.
- Ingrid Giæver como Julie.
- Oskar Pask como Daniel.

## Producción
Thelma fue producida por Thomas Robsahm de la compañía de producción noruega Motlys, y coproducido por Película Väst, Filmpool Nord y B-Devanar (Suecia), Snowglobe Película (Dinamarca), y Le Pacte (Francia); con el financiamento económico proporcionado por el Instituto de Película noruego, Instituto de Película sueca, Instituto de Película danesa, Fondo de Película del Copenhague, Fondo de televisión y de Película nórdico, Eurimages, y Programa de MEDIOS DE COMUNICACIÓN. El presupuesto de producción final era €5,009,000 (47 millones NOK, 5.8 millones USD).
El rodaje empezó el 20 de septiembre de 2016 y duró 44 días. Las ubicaciones incluyeron Oslo en Noruega, y Västra Götaland, Gothenburg, Trollhättan y Kiruna en Suecia.
El cartel de película fue estrenado en agosto de 2017. En Estados Unidos las primeras imágenes salieron en septiembre de 2017 en adelanto de la premier americana, seguido en octubre por la de UK.

## Estreno

### Cines
Thelma fue estrenada en Noruega el 15 de septiembre de 2017. En el Reino Unido el 3 de noviembre de 2017, seguido por los Estados Unidos el 10 de noviembre de 2017.
En abril de 2017, The Ochard adquirió los derechos de distribución norteamericanos a la película. Los derechos de distribución en el Reino Unido estuvieron adquiridos por Thunderbird Liberando en agosto de 2017.

### En casa
El DVD para Región 2 y Blu-ray para Región B se estrenó por SF Estudios en Escandinavia el 4 de diciembre de 2017. En Reino Unido por Thunderbird el 26 de febrero de 2018. En Región 1 el DVD se estrenó por The Ochard a través de Passion River Films el 3 de abril de 2018.

## Recepción

### Respuesta crítica
En la plataforma de críticas Rotten Tomatoes, Thelma aguanta un índice de aprobación de 92% basada en 132 revisiones, con un índice mediano de 7.3/10. El consenso crítico del sitio web dijo, "Thelma juega con género tropes de maneras inesperadas, 
entregando un thriller sobrenatural cuidadosamente retorcido con un impacto persistente." En Metacritic, la película recibió una puntuación de 74 sobre 100, basada en 31 críticos principales, indicando "generalmente revisiones favorables". En IndieWire la encuesta de críticos anuales de rendimientos y películas mejores, Thelma estuvo seleccionada como "Críticas  Elegir" para Mejor Película de Lengua Extranjera.
Manohla Dargis escribió en The New York Times que Thelma es un idilio "un thriller psicológico, un historia de liberación y un whodunit (y por qué) ... Y más satisfactorio,  juega con el gótico de mujer ... Donde mujeres son a la vez víctimas y agentes del cambio", alabando a Joachim Trier como "un gran talento para hacer que la soledad sea visceral y visible, para mostrar cómo el dolor puede hacer desaparecer el mundo." En Los Angeles Times, Justin Chang dijo que la película era un "
enfriador sobrenatural silencioso y malhumorado" aquello es "pensativo y fantásticamente compuesto" con secuencias "que entran en un vívido primario sentido del humor."
Peter Bradshaw de The Guardian describió a Thelma como "
una extraña acumulación de humor, un éxtasis de inquietud" y la actuación de Eili Harboe tan "expeciconalmente bien". AfterEllen alabó el rendimiento de Harboe como "emocionante e increíblemente conmovedor", y dijo que "en un mar de películas lesbianas que es a menudo repetitivo, Thelma explora territorio analítico que ninguno otro tiene antes."
Bilge Ebiri De La Voz de Pueblo describió la historia de la película como  "fuera de lo monstruoso, hacia la compasión y el entendimiento... la profunda tristeza subyacente bajo los cuentos de posesión." y "hace vívido la soledad y la desesperación de la protagonista." David Ehrlich escribió en IndieWire que Thelma era un "un ominoso, desconcertante, y extrañamente un thriller poderoso sobre los deseos humanos" y "constantemente conectado con el poder persuasivo del cuerpo femenino."
El Verge dijo que Thelma era una "película tranquilamente bonita " y "un thriller de miedo, triste, y finalmente triunfante", con cinematografía que es "visualmente... Llamativo por todas partes". El Reportero de Hollywood dijo que contenía "un tono medido inteligente y estilo visual elegante" y "mientras los elementos sobrenaturales más enigmáticos a veces se acercan a la formula del horror de Hollywood, la película mantiene una seriedad de obligar, particularmente en su consideración del conflicto entre sexualidad y represión." THR Thelma seleccionada también cuando uno del mejor LGBT películas de 2017.
Variety describió la película como "es un quemador lento extremadamente efectivo, y aquellos con la paciencia para la acumulación de detalles por parte del paciente de Trier encontrarán que se amortiza de manera inesperada." Margaret Barton-Fumo de Film Comment resumió Thelma como "una película romántica que para atención concretamente a los detalles físicos", y "sorprendentemente tierna, demuestra una versión moderna de la película sobrenatural."

### Premios
| Premio                                        | Fecha de ceremonia      | Categoría                                   | Recipient Y candidato     | Resultado | Ref           |
| --------------------------------------------- | ----------------------- | ------------------------------------------- | ------------------------- | --------- | ------------- |
| Festival de cine Internacional noruego        | 24 de agosto de 2017    | Premio de Críticos noruegos                 | Thelma                    |           | [ 53 ] [ 54 ] |
| Lübeck Días de Película nórdica               | 5 de noviembre de 2017  | Baltic Premio de jurado                     | Thelma                    |           | [ 55 ]        |
| Sociedad de Críticos de Película de San Diego | 11 de diciembre de 2017 | Película de Lengua Extranjera mejor         | Thelma                    |           | [ 56 ] [ 57 ] |
| Asociación de Críticos de Película de Utah    | 17 de diciembre de 2017 | Película Lengua no inglesa                  | Thelma                    |           | [ 58 ]        |
| Sociedad de Críticos de Película de Houston   | 6 de enero de 2018      | Película de Lengua Extranjera mejor         | Thelma                    |           | [ 59 ] [ 60 ] |
| Críticos' Premios de Película de la Elección  | 11 de enero de 2018     | Película de Lengua Extranjera mejor         | Thelma                    |           | [ 61 ] [ 62 ] |
| Kosmorama Festival de cine internacional      | 8 Marcha 2018           | Mejor fotografía                            | Thelma                    |           | [ 63 ] [ 64 ] |
| Kosmorama Festival de cine internacional      | 8 Marcha 2018           | Mejor Productor                             | Thomas Robsahm            |           | [ 63 ] [ 64 ] |
| Kosmorama Festival de cine internacional      | 8 Marcha 2018           | mejor director                              | Joachim Trier             |           | [ 63 ] [ 64 ] |
| Kosmorama Festival de cine internacional      | 8 Marcha 2018           | Mejor actriz                                | Eili Harboe               |           | [ 63 ] [ 64 ] |
| Kosmorama Festival de cine internacional      | 8 Marcha 2018           | Mejor actor                                 | Henrik Rafaelsen          |           | [ 63 ] [ 64 ] |
| Kosmorama Festival de cine internacional      | 8 Marcha 2018           | Mejor Screenplay                            | Eskil Vogt, Joachim Trier |           | [ 63 ] [ 64 ] |
| Kosmorama Festival de cine internacional      | 8 Marcha 2018           | Mejor Diseño de Producción                  | Roger Rosenberg           |           | [ 63 ] [ 64 ] |
| Kosmorama Festival de cine internacional      | 8 Marcha 2018           | Mejor Música de Película                    | Ola Fløttum               |           | [ 63 ] [ 64 ] |
| Kosmorama Festival de cine internacional      | 8 Marcha 2018           | Mejor edición                               | Olivier Bugge Coutts      |           | [ 63 ] [ 64 ] |
| Kosmorama Festival de cine internacional      | 8 Marcha 2018           | Mejor Diseño de Sonido                      | Gisle Tveito              |           | [ 63 ] [ 64 ] |
| GLAAD Premio de medios de comunicación        | 12 de abril de 2018     | Película excepcional @– Liberación Limitada | Thelma                    |           | [ 65 ] [ 66 ] |
| Amanda Premio                                 | 18 de agosto de 2018    | Película noruega mejor                      | Thelma                    |           | [ 67 ] [ 68 ] |
| Amanda Premio                                 | 18 de agosto de 2018    | Mejor director                              | Joachim Trier             |           | [ 67 ] [ 68 ] |
| Amanda Premio                                 | 18 de agosto de 2018    | Mejor actriz                                | Eili Harboe               |           | [ 67 ] [ 68 ] |
| Amanda Premio                                 | 18 de agosto de 2018    | Mejor actor                                 | Henrik Rafaelsen          |           | [ 67 ] [ 68 ] |
| Amanda Premio                                 | 18 de agosto de 2018    | Mejor actriz de reparto                     | Kaya Wilkins              |           | [ 67 ] [ 68 ] |
| Amanda Premio                                 | 18 de agosto de 2018    | Mejor Screenplay                            | Eskil Vogt, Joachim Trier |           | [ 67 ] [ 68 ] |
| Amanda Premio                                 | 18 de agosto de 2018    | Mejor Cinematografía                        | Jakob Ihre                |           | [ 67 ] [ 68 ] |
| Amanda Premio                                 | 18 de agosto de 2018    | Escenografía de Diseño de Producción/mejor  | Roger Rosenberg           |           | [ 67 ] [ 68 ] |
| Amanda Premio                                 | 18 de agosto de 2018    | Mejores efectos visuales                    | Esben Syberg (Atajo)      |           | [ 67 ] [ 68 ] |
| Amanda Premio                                 | 18 de agosto de 2018    | Mejor música                                | Ola Fløttum               |           | [ 67 ] [ 68 ] |
| Amanda Premio                                 | 18 de agosto de 2018    | Mejor edición                               | Olivier Bugge Coutts      |           | [ 67 ] [ 68 ] |
| Amanda Premio                                 | 18 de agosto de 2018    | Mejor Diseño de Sonido                      | Gisle Tveito              |           | [ 67 ] [ 68 ] |
| Premio de Película de Consejo nórdico         | 30 de octubre de 2018   | Premio                                      | Thelma                    |           | [ 69 ]        |